# Flaga Chrzanowa

Flaga Chrzanowa z lat 1964-2009

Flaga Chrzanowa – jeden z symboli Chrzanowa w postaci flagi, wprowadzony do użytku w 2009 roku.

## Wygląd i symbolika
Flaga miasta przedstawia herb Chrzanowa w szerokim białym polu, z błękitnymi węższymi, pionowymi pasami po obu jego stronach. Można ją zobaczyć na budynku Urzędu Miasta przy alei Henryka oraz na placu Tysiąclecia, a także w innych punktach Chrzanowa, gdzie wywieszana jest z okazji świąt państwowych.

## Historia
Flaga Chrzanowa ustanowiona na posiedzeniu Miejskiego Komitetu Frontu Jedności Narodu 21 maja 1964 miała postać dwóch poziomych pasów, z których górny miał kolor niebieski, a dolny czerwony.